# Penengahan (Lemong)
Penengahan is een bestuurslaag in het regentschap Lampung Barat van de provincie Lampung, Indonesië. Penengahan telt 2381 inwoners (volkstelling 2010).